# Гребля Баньцяо
Гребля Баньцяо — гребля на річці Жу в префектурі Чжумадянь провінції Хенань, КНР, частина комплексу з 62 дамб. Дамба сумно відома катастрофою, що відбулася тут 8 серпня 1975 року, коли ці дамби було прорвано повінню, викликаною тайфуном Ніна. Приблизно 26000 осіб потонуло і ще 145000 померли від епідемій, що поширилися унаслідок катастрофи. Крім цього, приблизно 5 960 000 будівель було зруйновано.

## Катастрофа
Гребля була сконструйована таким чином, щоб пережити найбільші повені, які трапляються раз на тисячу років (306 мм опадів на день). Однак, в серпні 1975 р. сталася найбільша за 2000 років повінь, як наслідок потужного тайфуну Ніна і кількох днів рекордних штормів (було встановлено новий рекорд, 160 мм опадів за годину, 1631 мм за день, тоді як звичайна кількість опадів на рік коливається в районі 800 мм). Ворота шлюзу були не в змозі впоратися з переповненням води. 8 серпня в 00:30 найменша дамба в Шіманьтані, яка була побудована, щоб витримати найбільшу в 500 років повінь, розвалилася. Вже за півгодини, в 1:00 вода досягла дамб в Баньцяо і зруйнувала їх. Сумарно було прорвано 62 дамби. Витік води з дамб Баньцяо становив 13 000 м3/с (на площі 4 га), протягом шести годин витекло 701 мільйон тонн води, в той час як у верхівці річки на дамбах Шіманьтань з 5.5 годин витекло 1 670 мільйонів кубометрів води, а за час всієї катастрофи це 15 738 мільярдів тонн.
Повінь спричинила величезну хвилю води шириною 10 кілометрів, 3-7 метрів висотою. Приплив за годину відійшов на 50 кілометрів від берега і дістався рівнин, створив там штучні озера сумарною площею 12 000 км². Сім провінцій були затоплені, це тисячі квадратних кілометрів сільської місцевості та незліченна кількість комунікацій. Евакуаційні роботи не могли проводитися належним чином через погодні умови і неробочі комунікації. У населених пунктах, що своєчасно отримали наказ про евакуацію, втрати були відносно низькі. Наприклад, тільки 827 чоловік загинуло з 6000, які евакуйовувалися з села Шахедянь, що неподалік дамб Баньцяо, але у розташованому біля Шахедянь, але своєчасно не попередженому селі Веньчен загинула половина з 36 000 населення, а село Даовеньчен було змито з лиця землі з усіма 9600 жителями.
Залізнична дорога Цзінгуан — основна артерія від Пекіну до Гуанджоу була відрізана на 18 днів, така ж доля чекала інші важливі лінії комунікації. Через дев'ять днів більше мільйона людей потрапило в пастку через воду, їм була не доступна допомога і в цей час їх косила епідемія.
Багато з дамб було відбудовано, включно з Баньцяо, в 1993 р.